# Halosicyos ragonesei
Halosicyos — рід квіткових рослин родини гарбузових.
Його рідним ареалом є Північна Аргентина.

## Види
Види:
- Halosicyos ragonesei Mart.Crov.